# Chromixium
Chromixium (též Chromixium OS) je projekt operačního systému snažící se dosáhnout vzhledu a chování Google Chrome OS na běžném desktopovém linuxovém systému. Systém je založen na linuxové distribuci Ubuntu, využívá grafický framework GTK+3, správce oken Openbox, kompozitor Compton a webový prohlížeč Chromium.